# Kanton Saint-Martin-en-Bresse
Der Kanton Saint-Martin-en-Bresse war bis 2015 ein französischer Wahlkreis im Arrondissement Chalon-sur-Saône im Département Saône-et-Loire und in der Region Burgund; sein Hauptort war Saint-Martin-en-Bresse. Vertreter im Generalrat des Départements war zuletzt von 2001 bis 2015, zuletzt wiedergewählt 2008, Jean-Luc Voiret (PS). 
Der Kanton war 122,91 km² groß und hatte (1999) 4.509 Einwohner, was einer Bevölkerungsdichte von 37 Einwohnern pro km² entsprach. Er lag im Mittel auf 194 Meter über dem Meeresspiegel, zwischen 173 m in Allériot und 218 m in Guerfand. 

## Gemeinden
Der Kanton bestand aus neun Gemeinden:
| Gemeinde                 | Einwohner Jahr | Fläche km² | Bevölkerungsdichte | Code INSEE | Postleitzahl |
| ------------------------ | -------------- | ---------- | ------------------ | ---------- | ------------ |
| Allériot                 | 1.046 (2013)   | 13,46      | 78 Einw./km²       | 71004      | 71380        |
| Bey                      | 795 (2013)     | 8,92       | 89 Einw./km²       | 71033      | 71620        |
| Damerey                  | 568 (2013)     | 11,62      | 49 Einw./km²       | 71167      | 71620        |
| Guerfand                 | 205 (2013)     | 6,44       | 32 Einw./km²       | 71228      | 71620        |
| Montcoy                  | 254 (2013)     | 9,06       | 28 Einw./km²       | 71312      | 71620        |
| Saint-Didier-en-Bresse   | 152 (2013)     | 11,29      | 13 Einw./km²       | 71405      | 71620        |
| Saint-Martin-en-Bresse   | 1.919 (2013)   | 34,59      | 55 Einw./km²       | 71456      | 71620        |
| Saint-Maurice-en-Rivière | 576 (2013)     | 18,57      | 31 Einw./km²       | 71462      | 71620        |
| Villegaudin              | 207 (2013)     | 8,96       | 23 Einw./km²       | 71577      | 71620        |

## Bevölkerungsentwicklung
| 1962  | 1968  | 1975  | 1982  | 1990  | 1999  | 2007  |
| ----- | ----- | ----- | ----- | ----- | ----- | ----- |
| 3.008 | 3.232 | 3.151 | 3.805 | 4.328 | 4.509 | 5.363 |